# 한국 천주교 사목 지침서
한국 천주교 사목 지침서는 1931년 제정된 한국 천주교 공용 지도서를 대체하여 마련되어, 1995년 6월 4일부터 시행된, 현행 한국 천주교회의 지역 교회법전이다.

## 역사
제2차 바티칸 공의회 이후 한국 교회가 쇄신을 거듭하는 가운데 통일된 새 사목 지침서가 필요하게 되어 1984년부터 편찬에 착수하여, 200주년 기념 사목회의 건의 사항을 반영하고, 한국 현실 여건에 부합한 지침서를 마련하여, 한국 천주 교회의 모든 사목 활동을 보호하고 격려하며, 교회의 일치된 모습을 드러내게 되었다. 한국 천주교 사목 지침서는 주교회의 의결을 거쳐, 로마의 사도좌로 보내어, 1995년 1월 23일에 사도좌 인준을 받았고, 1995년 4월 16일 예수 부활 대축일에 공포되었으며, 1995년 6월 4일 성령 강림 대축일부터 시행되었다.

## 구성

### 제1편하느님 백성
- 제1장 그리스도교 신자
- 제2장 평신도
- 제3장 성직자
- 제4장 수도자

### 제2편 전례와 성사
- 제1장 전례
- 제2장 성사
- 제3장 그밖의 경배

### 제3편사목
- 제1장 교구
- 제2장 본당 사목구
- 제3장 특수 사목

### 제4편선교와신자 단체
- 제1장 선교
- 제2장 신자 단체

### 제5편사회
- 제1장 교육
- 제2장 사회 복지
- 제3장 홍보 수단
- 제4장 문화
- 제5장 교회 일치
- 제6장 사회 참여

### 기타
- 참고 문헌
- 사목 지침서 내용 색인

### 부록
- 1. 교회법이 준용하는 한국의 국법
- 2. 사목 문서 양식
- 3. 혼인 문서 양식

### 특기 사항
2012년 9월 7일 한국 천주교 사목 지침서 제2판이 발행되었다. 제2판에서는, 국가 법률의 개폐와 신설, 그리고 주교회의 문서 양식의 변경 등에 따라, 일부 개별 조항에 각주를 달아 변경 사실을 설명하였으며, 특별히 제1판에 수록하였던 “제6편 교회법이 준용하는 한국의 국법” 부분을 현행 국가 법률에 따라 전면 수정하여 부록으로 옮겨 실었다. 또한, 제1판의 “부록”에 있던 통계 양식을 삭제하고, 주교회의 2007년 춘계 정기 총회와 2012년 춘계 정기 총회에서 각각 승인한, 새로운 ‘사목 문서 양식’과 ‘혼인 문서 양식’을 수록하였다.